# Paris-Saclay

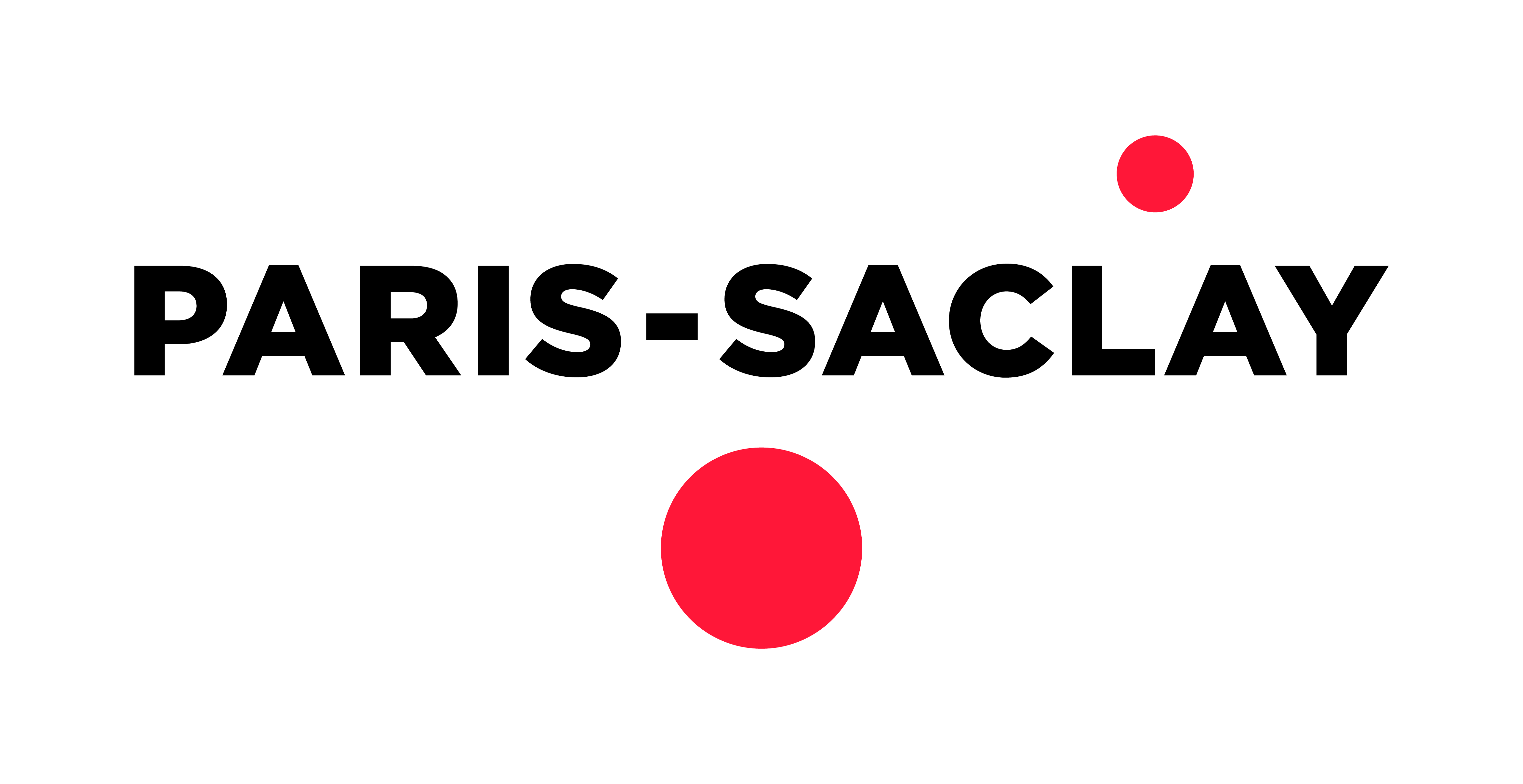
Paris-Saclay

Paris-Saclay este un parc tehnologic și științific de lângă Saclay în Île-de-France. Include instituții de cercetare, două universități mari franceze cu instituții de învățământ superior (grandes écoles) și, de asemenea, centre de cercetare ale companiilor private. În 2013, Technology Review a clasat Paris-Saclay printre primele 8 grupuri de cercetare din lume. În 2014, a reprezentat aproape 15% din capacitatea de cercetare științifică a Franței.
Primele așezări datează din anii 1950, iar zona s-a extins de mai multe ori în anii 1970 și 2000. În prezent sunt în derulare mai multe proiecte de dezvoltare a campusului, inclusiv relocarea unor facilități.
Zona găzduiește acum multe dintre cele mai mari companii de înaltă tehnologie din Europa, precum și cele mai bune două universități franceze, Universitatea Paris-Saclay (CentraleSupélec, ENS Paris-Saclay, ...) și Institut polytechnique de Paris (École polytechnique, Télécom ParisTech, HEC Paris; ...). În clasamentul ARWU 2020, Universitatea Paris-Saclay este pe locul 14 în lume pentru matematică și pe locul 9 în lume pentru fizică (1 în Europa).
Scopul a fost de a consolida clusterul pentru a crea un centru internațional de știință și tehnologie care ar putea concura cu alte districte de înaltă tehnologie precum Silicon Valley sau Cambridge, MA.

## Galerie de imagini

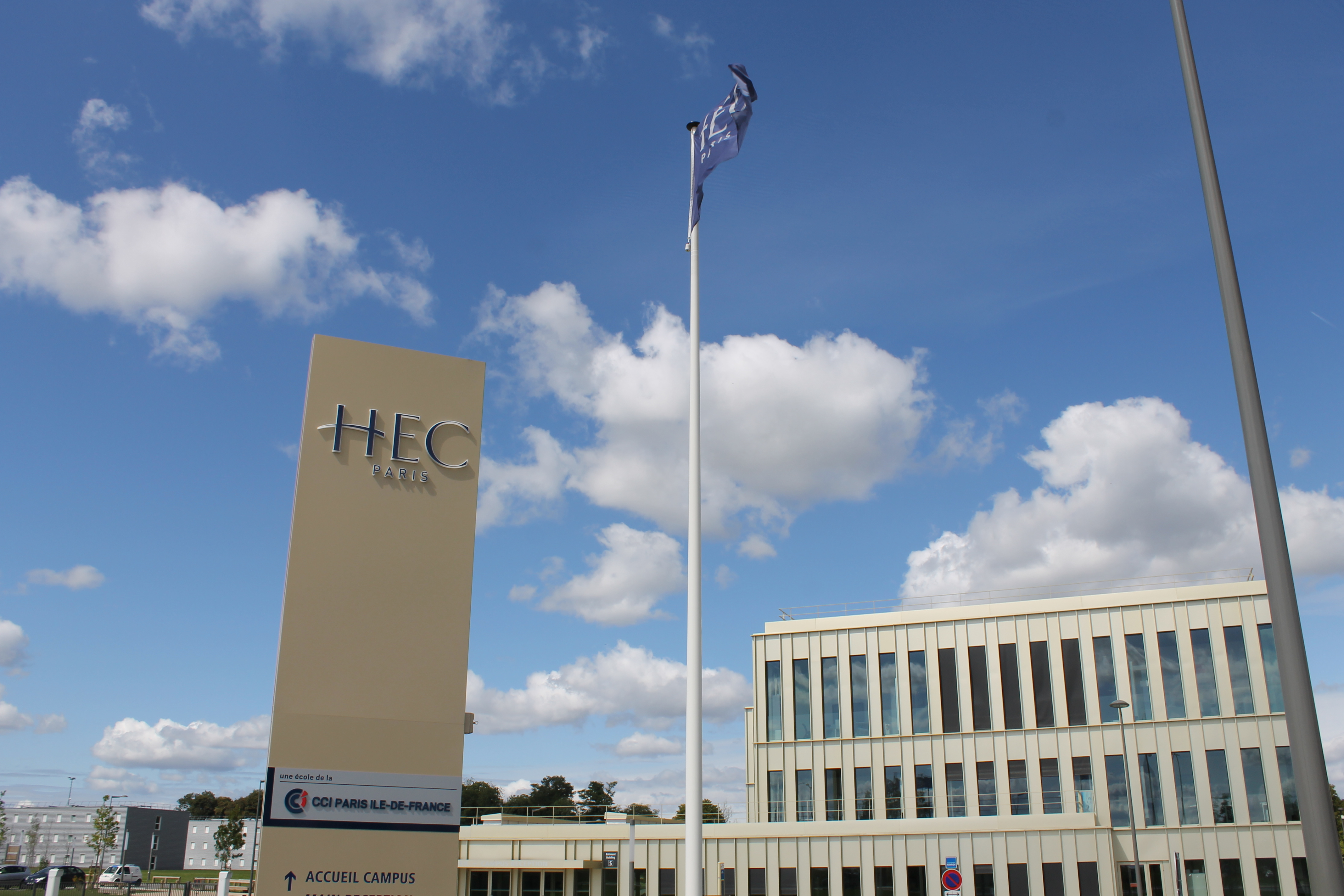
HEC Paris
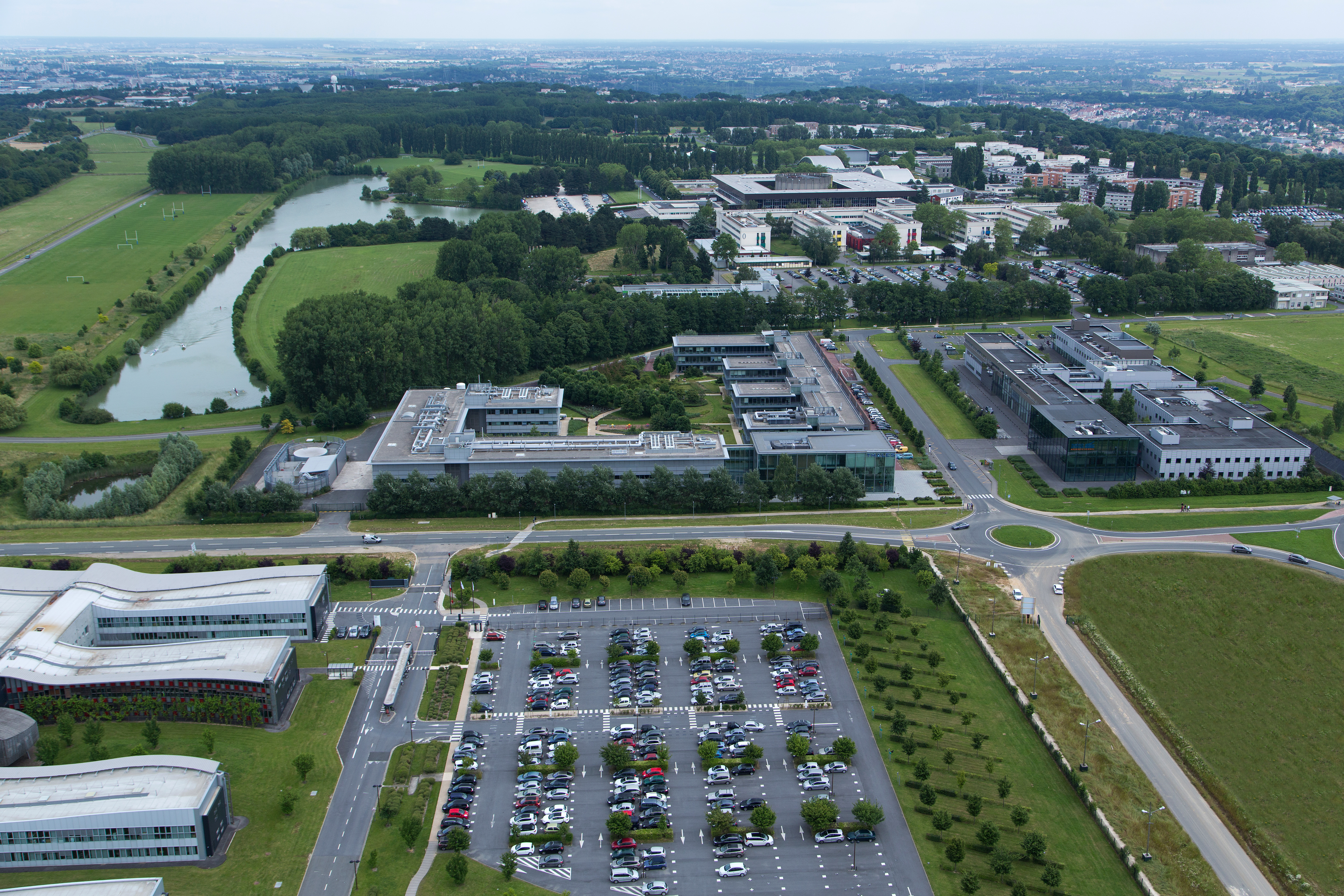
Ecole polytechnique